# Birk Risa
Birk Risa (Stavanger, 13 de febrero de 1998) es un futbolista noruego que juega de defensa en el Molde FK de la Eliteserien.

## Trayectoria
Risa comenzó su carrera deportiva en el F. C. Colonia, con el que debutó el 10 de diciembre de 2017 en la Bundesliga, en un partido frente al S. C. Friburgo.
En 2018 fichó por el Odds Ballklubb de su país, abandonándolo en 2020 por el Molde FK.

## Selección nacional
Risa fue internacional sub-16, sub-17, sub-19 y sub-21 con la selección de fútbol de Noruega.

## Clubes
| Club                | País           | Año       |
| ------------------- | -------------- | --------- |
| F. C. Colonia       | Alemania       | 2017-2018 |
| Odds Ballklubb      | Noruega        | 2018-2020 |
| Molde FK            | Noruega        | 2020-2023 |
| New York City F. C. | Estados Unidos | 2023-2025 |
| Molde FK            | Noruega        | 2025-act. |

## Palmarés

### Títulos nacionales
| Título          | Club     | País    | Año  |
| --------------- | -------- | ------- | ---- |
| Copa de Noruega | Molde FK | Noruega | 2021 |
| Eliteserien     | Molde FK | Noruega | 2022 |